# FIM Asia
FIM Asia, pol. Azjatycka Federacja Motocyklowa (dawniej Asia Motorcycle Union, pol. Unia Motocyklowa Azji) – azjatycka organizacja pozarządowa, zrzeszająca 29 narodowych federacji sportów motocyklowych.

## Organizacja
Azjatycka Federacja Motocyklowa jest jednym z sześciu kontynentalnych oddziałów Międzynarodowej Federacji Motocyklowej (FIM), reprezentującym ją na obszarze Azji i należącym do Oceanii Guamie. Federacja założona została przez 15 federacji na kongresie w Bangkoku w 1998 roku i w tym samym roku została przyjęta w struktury FIM na kongresie w Kapsztadzie. Na jej czele stanął Tajlandczyk, Thongchai Wongsawan. Do zadań FIM Asia należy rozwój i promocja aktywności związanej z wykorzystaniem motocykli, pomoc w tworzeniu strategii rozwoju sportu motocyklowego, przeprowadzanie corocznych mistrzostw kontynentu w poszczególnych dyscyplinach, organizacja obozów, seminariów dla zawodników i osób funkcyjnych, oraz promocja bezpiecznego i odpowiedzialnego użytkowania motocykli w celach sportowych i niesportowych.

## Władze

### Prezydenci FIM Asia
| Prezydent                | Lata urzędowania |
| ------------------------ | ---------------- |
| Thongchai Wongsawan      | 1998-2010        |
| Stephan Carapiet         | 2010-2013        |
| Wan Zaharuddin Wan Ahmad | 2013-2018        |
| Stephan Carapiet         | od 2018          |

## Organizowane zawody
FIM Asia organizuje i sprawuje nadzór nad zawodami w poszczególnych dyscyplinach sportów motocyklowych:
- road racing (wyścigi uliczne, szosowe)
  - Motocyklowe mistrzostwa świata (Moto GP)
  - Asia Road Racing Championship
  - Asia Talent Cup

- motocross (wyścigi na nieutwardzonych torach ze wzniesieniami)
  - Asia Motocross Supercross Championship

- track racing (wyścigi torowe)
  - Żużel
    - Malaysian International Speedway Cup[5]

- enduro (wyścigi wytrzymałościowe)
  - Asia Enduro Championship

- supermoto (zawody łączące w sobie wyścigi uliczne i motocrossowe)
  - Asia Supermoto Championship

## Członkowie
- Saudi Arabian Motor Federation
- Bahrain Motor Federation
- Federation of Automobile and Motorcycle Sports of China
- National Motorcycle Sports and Safety Association
- Guam Motorcycle and ATV Corporation
- Hong Kong Automobile Association – China
- The Federation of Motor Sports Clubs of India
- Ikatan Motor Indonesia
- Iraq Club for Cars and Motorcycles
- Automobile & Motorcycle Federation of I.R. Iran
- Motorcycle Federation of Japan
- Royal Motorcycle Club of Jordan
- Lebanese Motorcycles Club
- Qatar Motor and Motorcycling Federation
- Public Organization Auto Motor Sport and Road Safety Federation
- Korea Motorcycle Federation
- Cambodia Motor Sports Federation
- Kuwait International Automobile Club
- Automobile General Association Macao-China
- The Automobile Association of Malaysia
- Mongolian Automobile Motorcycle Sports Federation
- Nepal Automobiles' Association
- Oman Automobile Association
- Palestinian Motor Sport & Motorcycle Federation
- Motor Sports Singapore
- Federation of Motorcycle Sports in Sri Lanka
- Federation of Motor Sports Clubs of Thailand
- Chinese Taipei Motor Sports Ltd.
- Emirates Motorsports Organization